# 倫敦金融城市長

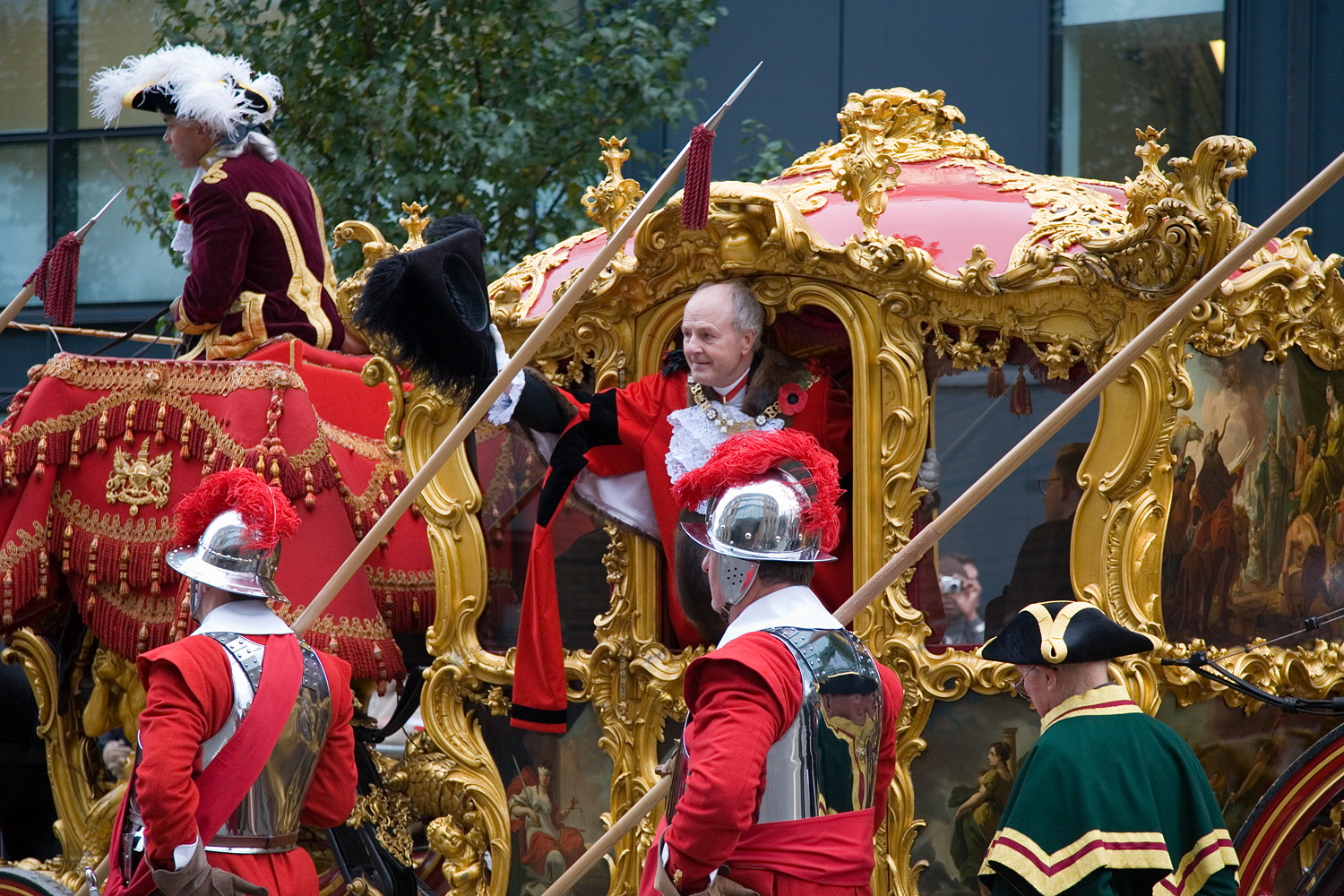
第679任倫敦金融城市長在就职典礼前、巡游结束时步出马车。

倫敦金融城市長（英語：Lord Mayor of London）又譯倫敦城市長、倫敦市市長、倫敦城長勳爵，是英国伦敦中心的历史城区和金融区——伦敦城的政府（伦敦市法团）的首长。倫敦城的正名為“倫敦市”，傳統上也譯為“西堤區”，而倫敦市法團在對海外宣傳時將倫敦城稱爲“倫敦金融城”，因此倫敦城的市長相應而稱爲“倫敦金融城市長”或“倫敦城市長”。
倫敦城市長和大伦敦的市长（英語：Mayor of London）是两个不同的职位。倫敦城市長历史久远，是伦敦城中心的伦敦城的首长。「大伦敦市长」创立于20世纪末，是整个大伦敦的首长。前者英语称为“Lord Mayor”（可譯作“市长勛爵”、“市长大人”、「市長閣下」），后者虽然管辖区域大得多但仅称为“Mayor”（“市长”）。2006年起，为了避免混淆，伦敦法团改名“倫敦金融城法团”，同时原先的“倫敦市長”在一些场合改称“倫敦城市長”（英語：Lord Mayor of the City of London），但正式头衔未改。
在伦敦金融城内，市長拥有最高的优先权，并且有相当的传统特权、权力和权利。市長任期为一年，按照传统每年由各同业公会在圣米迦勒圣日（9月29日）由代表伦敦城25坊的参事中选出，在11月的第二个星期六之前的星期五就职。就职第二天则会举办市長巡游，由游行队伍引领至位于西敏市内、河岸街的皇家司法院，在高等法院的法官见证下，宣誓效忠英國的君王。
几百年来，倫敦城市長的职责一直是伦敦城的市民和工商业的代表。现在的倫敦金融城主要是英国的金融中心，因此市長被视为整个英国金融业的代言人，包括不在倫敦金融城内的公司、還有外资的金融产业。同时，市长还担负着与其他市长一样，作为基层政府首长的职责，以及一些特殊的仪式和社会职责（例如主办君王招待来访国家元首的国宴、及担任伦敦市大学的校监）。为了使倫敦金融城市長在国内和国际上代表英国金融业时更有说服力，现任市長必须没有党派色彩。每年市長大概会发表100场演说，至少有100天是在国外访问。此外，市長还是伦敦金融城的首席司法官。
第一位倫敦城市長于1189年就职，现任市長為阿拉斯泰爾·金。

## 特权、权力和依仗职责

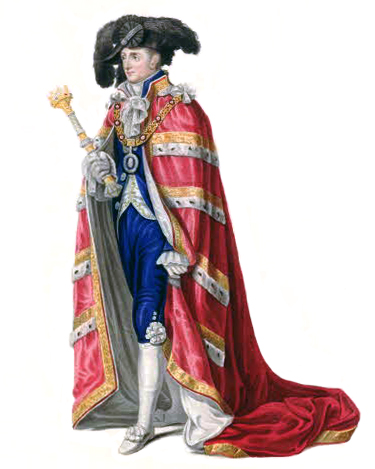
倫敦城市長在登基大典上持权杖侍立时所穿的服饰

位于伦敦金融城的中心地带的倫敦市長官邸是倫敦城市長的官邸。
每当英国君主进入伦敦金融城时，倫敦城市長会在伦敦城和朝廷所在地西敏市之间的圣殿关恭候君王的聖駕，并奉上代表伦敦城主权的宝剑，以表示承认君主对倫敦城的管辖权。
每当新君主即位，倫敦城市長和参事和贵族院议员和枢密院成员组成宣告即位君主的登基会议。在登基典礼之后的登基大宴上，倫敦城市長（联同牛津市长）有协助皇家大管家的权力。
倫敦金融城是英国唯一一个同时为郡的区市级行政区。虽然它构成大伦敦的一部分，但是倫敦金融城有自己的郡尉职位，而不属于大伦敦郡尉的辖区。但根据传统，伦敦市郡尉不是一人专任，而是由委员会代任。倫敦城市長是郡尉代任专员之首。